# Kamjane (Sumy, Lebedyn)
Kamjane (ukrainisch Кам'яне; russisch Каменное Kamennoje) ist ein Dorf im Süden der ukrainischen Oblast Sumy mit etwa 800 Einwohnern (2001).

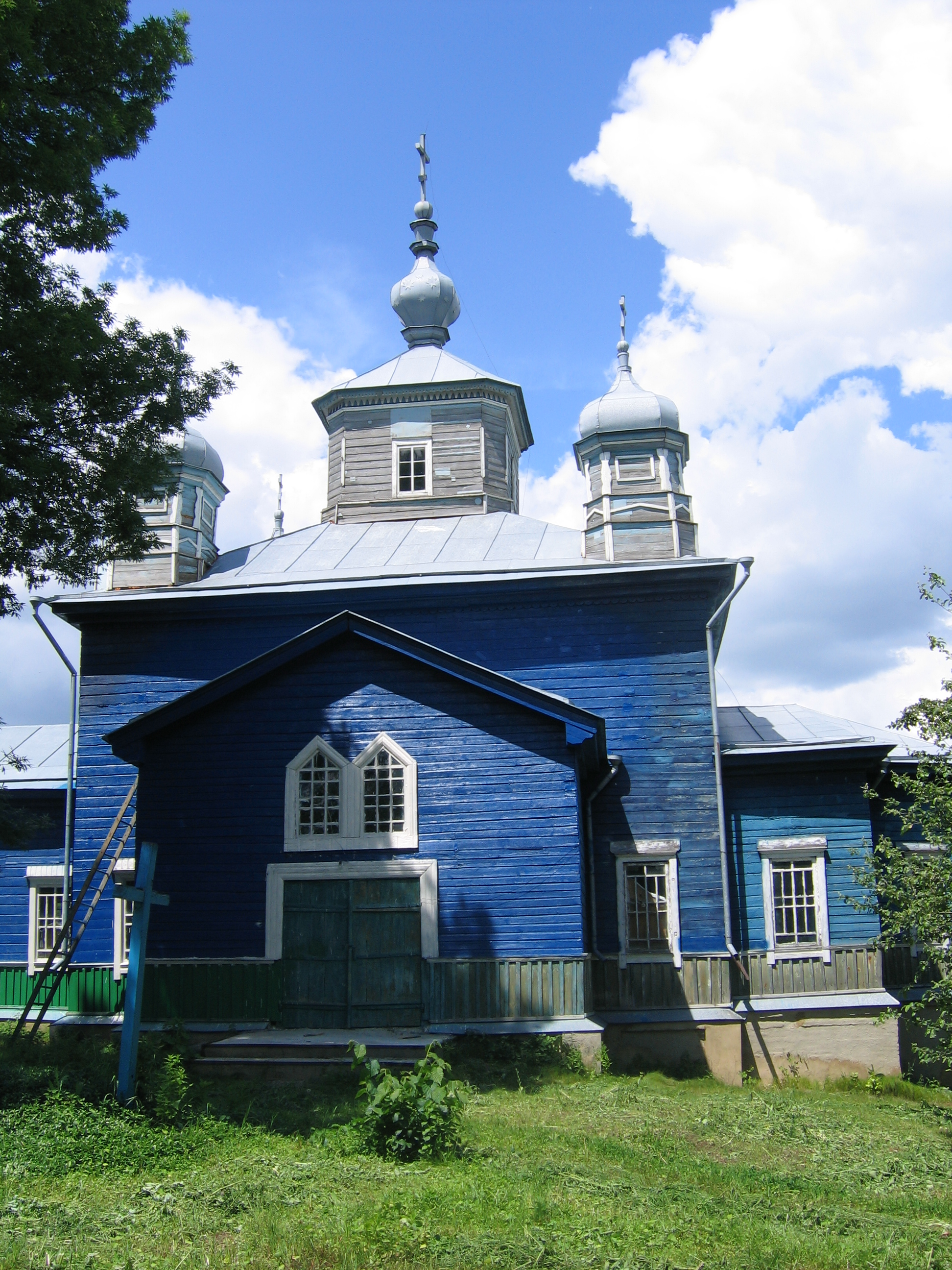
Kirche im Dorf

Das erstmals 1647 schriftlich erwähnte Dorf liegt auf einer Höhe von 126 m am rechten Ufer des Psel, einem 717 km langen Nebenfluss des Dnepr, 23 km südwestlich vom ehemaligen Rajonzentrum Lebedyn und 72 km südwestlich vom Oblastzentrum Sumy.
Am 12. Juni 2020 wurde das Dorf ein Teil der neugegründeten Stadtgemeinde Lebedyn, bis dahin bildete es zusammen mit den Dörfern Bobrowe (Боброве), Selenyj Haj (Зелений Гай) und Tschernyschky (Чернишки) die gleichnamige Landratsgemeinde Kamjane (Кам'янська сільська рада/Kamjanska silska rada) im Südwesten des Rajons Lebedyn.
Am 17. Juli 2020 kam es im Zuge einer großen Rajonsreform zum Anschluss des Rajonsgebietes an den Rajon Sumy.